# عرفات دجاكو
عرفات دجاكو (بالفرنسية: Arafat Djako)‏ (مواليد 10 نوفمبر 1988 في لومي) هو لاعب كرة قدم توغولي دولي يلعب حالياً في أواسا سيتي الإثيوبي.

## المسيرة الرياضية مع الأندية
بدأ دجاكو مسيرته في ميرلان في توغو وفي شتاء 2007 ترقي إلى الفريق الأول ثم في 1 يوليو 2008 انضم إلى أشانتي غولد الغاني وفي عام 2009 انضم إلى اتحاد أبناء سخنين الإسرائيلي الذي باعه في نهاية هذا الموسم إلى ناد إسرائيلي آخر هو هبوعيل عكا.
في 8 سبتمبر 2012 أُعلن عن انضمام دجاكو إلى إنتر باكو في صفقة انتقال مجانية.
في 19 مارس 2014 وقع دجاكو مع داسيا كيشيناو بعقد لمدة عامين بعد فترة تجريبية قصيرة.

## المسيرة الرياضية مع المنتخب
لعب أول مباراة دولية له مع توغو في 10 سبتمبر 2008 ضد زامبيا وكان ثاني استدعاء له في 28 مارس 2009 ضد الكاميرون في تصفيات كأس العالم لكرة القدم 2010.